# Симфонія № 3 (Сібеліус)
Симфонія № 3 До мажор op. 52 — симфонія Яна Сібеліуса, завершена у 1907 році. Вперше виконана 25 вересня 1907 року Гельсінським філармонічним оркестром під орудою автора. Перший аудіозапис здійснив фінський диригент Роберт Каянус в 1934 році.

## Структура
1. Allegro moderato
2. Andantino con moto, quasi allegretto
3. Moderato — Allegro ma non tanto